# Sinèresi
La sinèresi és una llicència mètrica poc utilitzada en mètrica catalana i difereix de la normativa ortogràfica. Es produeix sinèresi en el moment del contacte vocàlic dins d'un mot. Com a recurs mètric consisteix a unir dues vocals que normativament no podrien fer-ho, tan bon punt apareix la necessitat d'aconseguir que el recompte mètric final tingui una síl·laba menys. Sobre la sinèresi al mot traïdor, vegeu la remarca de la incongruència fabriana del Sirventès 1 d'Arnau d'Erill.
Sobretot és utilitzada en mots esdrúixols acabats en ia (“pa/ci/èn/cia”…) o mots llargs acabats en ió, “im/pro/vi/sa/ció” o sió il/·lu/sió; però també dins dels mots com: “pie/tat”, “traï/dor”, en/rao/nar”, mots, aquests dos darrers que alguns estudiosos (Oliva, p. 26-27) n'han dit sinèresis esporàdiques.
El cas contrari de la sinèresi és la dièresi.
Val a dir que aquest recurs va aparèixer en Mètrica Catalana per les vacil·lacions dels poetes entre el segle xvi i el xix, sobretot per sovintejar el doble ús de la diftongació catalana i castellana (Bargalló, p. 36)
Els tractadistes en desaconsellen l'ús.
Oliva recomana evitar-la “llevat d'aquells casos on la voluntat de reproduir la parla col·loquial pot justificar-ne l'ús. Però, com que la poesia és un llenguatge elaborat, i no primari ni espontani, la sinèresi sempre hi fa nosa. L'adequació, al meu entendre, és no solament correcta, sinó també divertida.”